# Ikarus (computerschaak)
Ikarus is een Duits schaakprogramma gebouwd door M. Kolss. Het programma is regerend wereldkampioen computersnelschaak. Het behaalde deze titel door op 29 mei 2006 in Turijn Shredder te verslaan.
De ontwikkeling van het programma begon in 1997. Het programma is geschreven in Delphi en heeft een eigen grafische interface. Het openingsboek van het programma bestaat uit zo'n 2 miljoen zetten. Het eerste schaaktoernooi voor het programma was Paderborn in 1999. 